# Åkerväddsantennmal
Åkerväddsantennmal (Nemophora metallica) är en fjärilsart som först beskrevs av Nikolaus Poda von Neuhaus 1761.  Åkerväddsantennmal ingår i släktet Nemophora, och familjen antennmalar. Enligt den finländska rödlistan är arten starkt hotad i Finland. Enligt den svenska rödlistan är arten sårbar i Sverige. Arten förekommer i Götaland. Artens livsmiljö är torra gräsmarker.

## Bildgalleri

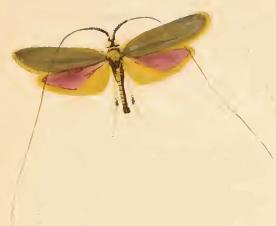
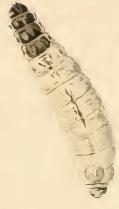
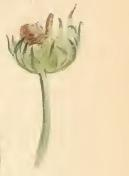
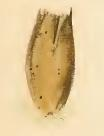
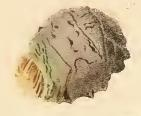
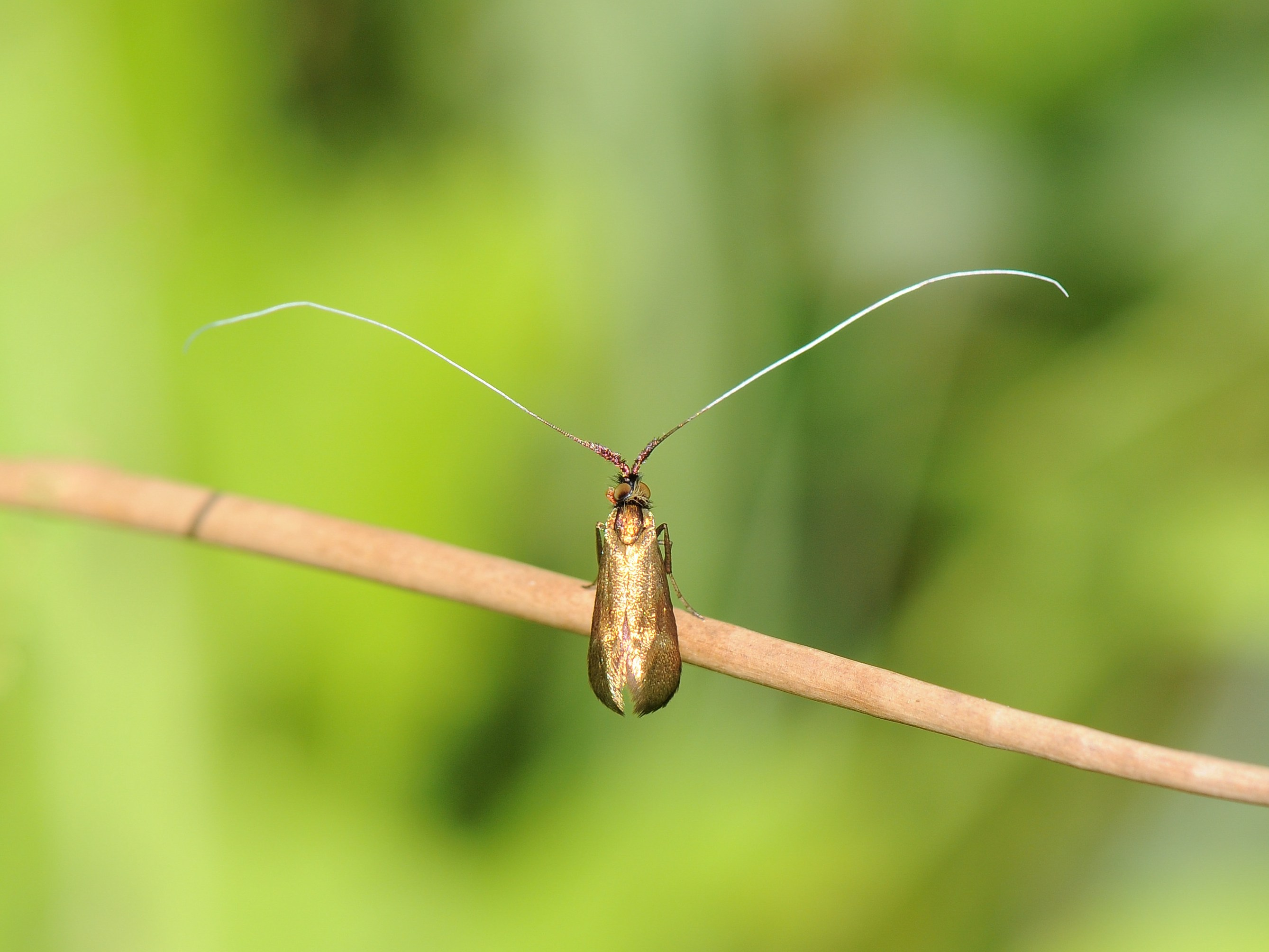